# Copa Colsanitas Seguros Bolivar 2006
Copa Colsanitas Seguros Bolivar 2006 — жіночий тенісний турнір, що проходив на відкритих кортах з ґрунтовим покриттям Club Campestre El Rancho у Боготі (Колумбія). Належав до турнірів 3-ї категорії в рамках Туру WTA 2006. Турнір відбувся вдев'яте і тривав з 20 до 26 лютого 2006 року. Шоста сіяна Лурдес Домінгес Ліно здобула титул в одиночному розряді й отримала 28 тис. доларів США.

## Фінальна частина

### Одиночний розряд
Лурдес Домінгес Ліно —  Флавія Пеннетта 7–6(7–3), 6–4
- Для Домінгес Ліно це був 1-й титул в одиночному розряді за кар'єру.

### Парний розряд
Хісела Дулко /  Флавія Пеннетта —  Агнеш Савай /  Ясмін Вер 7–6(7–1), 6–1